# Droszewo
Droszewo (deutsch Kunzkeim) ist ein Ort in der polnischen Woiwodschaft Ermland-Masuren. Er gehört zur Gmina Biskupiec (Stadt- und Landgemeinde Bischofsburg) im Powiat Olsztyński (Kreis Allenstein).

## Geographische Lage
Droszewo liegt im Tal der Czerwonka (deutsch Rothe) am Nordufer des Jezioro Dadaj (Daddaisee), in den hier die Czerwonka mündet. Die frühere Kreisstadt Rößel (polnisch Reszel) liegt 24 Kilometer in nordöstlicher Richtung, die heutige Kreismetropole und auch Woiwodschaftshauptstadt Olsztyn (Allenstein) 30 Kilometer in südwestlicher Richtung.

## Geschichte
Der kleine vor 1820 Kuntzkeim genannte Gutsort wurde 1785 als adliges Gut und Vorwerk am Daddaisee mit sechs Feuerstellen, 1820 als adliges Gut und Vorwerk mit sieben Feuerstellen bei 69 Einwohnern erwähnt.
1874 wurde der Gutsbezirk Kunzkeim in den neu gebildeten Amtsbezirk Groß Bössau im ostpreußischen Kreis Rößel eingegliedert.
Im Jahre 1885 zählte Kunzkeim 90 Einwohner, im Jahre 1910 waren es bereits 134.
Ende des 19. Jahrhunderts war das Gut Kunzkeim im Eigentum der Familie Barkowski. Es hatte damals einen Umfang von 321 Hektar. In den 1920er Jahren kam es in den Besitz der Familie Porsch.
Am 30. September 1928 verlor der Gutsbezirk Kunzkeim seine Eigenständigkeit und wurde in den Nachbarort Rothfließ (polnisch Czerwonka) eingemeindet.
Als 1945 in Kriegsfolge das gesamte südliche Ostpreußen an Polen fiel, erhielt Kunzkeim die polnische Namensform „Droszewo“. Heute ist die Siedlung (polnisch: Osada) eine Ortschaft im Verbund der Stadt- und Landgemeinde Biskupiec (Bischofsburg) im Powiat Olsztyński (Kreis Allenstein), von 1975 bis 1998 der Woiwodschaft Olsztyn, seither der Woiwodschaft Ermland-Masuren zugehlrig. Im Jahre 2021 zählte Droszewo 213 Einwohner.

## Kirche
Bis 1945 war Kunzkeim in die evangelische Kirche Bischofsburg (polnisch Biskupiec) in der Kirchenprovinz Ostpreußen der Kirche der Altpreußischen Union, außerdem in die römisch-katholische Kirche Groß Bößau (polnisch Biesowo) im damaligen Bistum Ermland eingepfarrt.
Auch heute gehört Droszewo zur römisch-katholischen Kirche in Biesowo, die jetzt jedoch dem Erzbistum Ermland untersteht. Die evangelischen Einwohner nutzen jetzt in Biskupiec einen Kapellenbau, der als Filialort der Pfarrei in Sorkwity (Sorquitten) in der Diözese Masuren  der Evangelisch-Augsburgischen Kirche in Polen gilt.

## Verkehr
Droszewo liegt an einer Nebenstraße, die bei Czerwonka (Rothfließ) von der polnischen Landesstraße 57 (ehemalige deutsche Reichsstraße 128) abzweigt und bis nach Wilimy (Willims) führt.
Czerwonka ist auch die nächste Bahnstation. Sie liegt an der Bahnlinie Posen–Toruń–Korsze (–Tschernjachowsk), die derzeit nicht bis in das nördliche Ostpreußen, die russische Oblast Kaliningrad (Gebiet Königsberg (Preußen)), bis nach Tschernjachowsk (Insterburg) befahren wird.